# 고모 나들목
고모 나들목(Gomo IC)은 경기도 포천시 소흘읍 고모리에 운영중인 수도권제2순환고속도로의 교차로이다. 2024년 2월 7일에 개통되었다.

## 연혁
- 2018년 11월 21일: 포천 ~ 화도고속도로 신설을 위해 포천시 도시계획시설 교통광장에 소흘읍 고모리 일원을 고모 나들목으로 고시[1]
- 2024년 2월 7일: 개통

## 구조물 정보
- 위치: 경기도 포천시 소흘읍 고모리
- 영업소: 경기도 포천시 소흘읍 죽엽산로196번길 13-35

## 접속하는 도로
- 국가지원지방도 제98호선